# Kari Lehtonen
Kari Lehtonen (* 16. listopadu 1983, Helsinky, Finsko) je bývalý finský hokejový brankář.

## Kariéra
Kari Lehtonen začínal v klubu TJV odkud se přesunul do organizace IFK Helsinky, kde chytal v dorosteneckém věku. Poté přestoupil do Jokeritu Helsinky, kde poprvé nastoupil ve finské SM-liize. Průlom pro Lehtonena nastal v sezóně 2001-02, kdy byl jedním z klíčových hráčů Jokeritu při vítězství v SM-liize. Vyhrál Urpo Ylönen Trophy, Jari Kurri Trophy a byl jmenován do All-Star Týmu SM-liigy. Na konci sezóny byl draftován do NHL Atlantou Thrashers na celkově 2. místě.
Sezónu 2003-04 trávil většinou na farmě v AHL, v týmu Chicago Wolves. V NHL hrál ve čtyřech zápasech, které byly vítězné a v jednom z nich vychytal čisté konto.
V sezóně 2004-05 byla NHL přerušena kvůli výluce a Lehtonen chytal za Chicago Wolves, aby přivykl severoamerickému stylu hry. V Chicagu byl úspěšný a Thrashers jej zařadili jako stálého člena do své sestavy a pasovali jej na brankářskou jedničku týmu. V zápase s Floridou Panthers si Lehtonen při srážce s Nathanem Hortonem přivodil zranění třísel, kvůli čemuž musel vynechat 35 zápasů. Další zranění si přivodil 6. dubna 2006, když si vymkl kotník poté co se srazil s Chrisem Dingmanem z Tampy Bay Lightning.
Lehtonen v sezóně 2006-07 překonal klubový rekord Michaela Garnetta v počtu po sobě jdoucích zápasů s vychytaným čistým kontem. Také si vytvořil ve všech kategoriích osobní rekordy.
Nízkonákladové aerolinky AirTran Airways podepsaly s Lehtonenem smlouvu o sponzoringu a propagaci pro sezónu 2006-07. 8. února 2007 Lehtonen překonal rekord v počtu vychytaných vítězství v historii Atlanty Thrashers a překonal 48 vítězství Pasiho Nurminena. Lehtonen se s Atlantou dostal do playoff, kde 12. dubna 2007 odchytal svůj první zápas playoff.
Po začátku sezóny 2007-08 utrpěl Lehtonen 18. října 2007 opět zranění třísel. Po 16 vynechaných utkáních se 5. prosince 2007 opět vrátil. I přesto, že měl vysoké procento úspěšnosti vychytaných střel a vychytal 4 čistá konta, tak se s Atlantou nedostali do playoff.
9. února 2010 byl Lehtonen vyměněn do Dallasu Stars za Ivana Višněvského a výběr ve 4. kole draftu NHL 2010, ve kterém si Atlanta vybrala Ivana Tělegina. Před začátkem sezóny 2010-11 podepsal s Dallasem smlouvu na 3 roky na 10,65 miliónů USD (asi 213 miliónů kč).

## Individuální úspěchy
- 1998 Nejužitečnější hráč Pohjola Campu do 16 let
- 2000 Nejlepší brankář MS do 18 let
- 2002 Nejlepší brankář MS juniorů
- 2002 All-Star Team SM-liigy
- 2002 Urpo Ylönen Trophy
- 2002 Jari Kurri Trophy
- 2003 All-Star Team SM-liigy
- 2003 Urpo Ylönen Trophy
- 2004 AHL All-Star Classic
- 2005 AHL 2. All-Star Team
- 2007 NHL YoungStars Game
- 2007 Nejlepší brankář MS
- 2007 All-Star Team MS

## Prvenství
- Debut v NHL – 19. března 2004 (Atlanta Thrashers proti Florida Panthers)
- První inkasovaný gól v NHL – 19. března 2004 (Atlanta Thrashers proti Florida Panthers, českým útočníkem Václavem Nedorostem)
- První vychytaná nula v NHL – 27. března 2004 (Florida Panthers proti Atlanta Thrashers)

## Statistiky

### Statistiky v základní části
| Sezona           | Tým               | Liga             | Z   | V   | P   | R | Pvp | MIN    | OG    | ČK | POG  | %ChS |
| ---------------- | ----------------- | ---------------- | --- | --- | --- | - | --- | ------ | ----- | -- | ---- | ---- |
| 2000–01          | Jokerit           | SM-I             | 4   | 3   | 1   | 0 | —   | 190    | 6     | 0  | 1.90 | —    |
| 2001–02          | Jokerit           | SM-l             | 23  | 13  | 5   | 2 | —   | 1242   | 37    | 4  | 1.79 | —    |
| 2002–03          | Jokerit           | SM-l             | 45  | 23  | 14  | 6 | —   | 2634   | 87    | 5  | 1.98 | —    |
| 2003–04          | Chicago Wolves    | AHL              | 39  | 20  | 14  | 2 | —   | 2192   | 88    | 3  | 2.41 | .926 |
| 2003–04          | Atlanta Thrashers | NHL              | 4   | 4   | 0   | 0 | —   | 239    | 5     | 1  | 1.25 | .953 |
| 2004–05          | Chicago Wolves    | AHL              | 57  | 38  | 17  | 2 | —   | 3378   | 128   | 5  | 2.27 | .929 |
| 2005–06          | Atlanta Thrashers | NHL              | 38  | 20  | 15  | 0 | —   | 2166   | 106   | 2  | 2.94 | .906 |
| 2006–07          | Atlanta Thrashers | NHL              | 68  | 34  | 24  | 9 | —   | 3934   | 183   | 4  | 2.79 | .912 |
| 2007–08          | Atlanta Thrashers | NHL              | 48  | 17  | 22  | 5 | —   | 2707   | 131   | 4  | 2.90 | .916 |
| 2007–08          | Chicago Wolves    | AHL              | 2   | 2   | 0   | 0 | —   | 124    | 4     | 0  | 1.93 | .934 |
| 2008–09          | Atlanta Thrashers | NHL              | 46  | 19  | 22  | 3 | —   | 2624   | 134   | 3  | 3.06 | .911 |
| 2009–10          | Chicago Wolves    | AHL              | 4   | 1   | 1   | 2 | —   | 247    | 11    | 0  | 2.67 | .899 |
| 2009–10          | Dallas Stars      | NHL              | 12  | 6   | 4   | 0 | —   | 663    | 31    | 0  | 2.81 | .911 |
| 2010–11          | Dallas Stars      | NHL              | 69  | 34  | 24  | 0 | —   | 4119   | 175   | 3  | 2.55 | .914 |
| 2011–12          | Dallas Stars      | NHL              | 59  | 32  | 22  | — | 4   | 3497   | 136   | 4  | 2.33 | .922 |
| 2012–13          | Dallas Stars      | NHL              | 36  | 15  | 14  | — | 3   | 1986   | 88    | 1  | 2.66 | .916 |
| 2013–14          | Dallas Stars      | NHL              | 65  | 33  | 20  | — | 10  | 3804   | 153   | 5  | 2.41 | .919 |
| 2014–15          | Dallas Stars      | NHL              | 65  | 34  | 17  | — | 10  | 3698   | 181   | 5  | 2.94 | .903 |
| 2015–16          | Dallas Stars      | NHL              | 43  | 25  | 10  | — | 2   | 2280   | 105   | 2  | 2.76 | .906 |
| 2016–17          | Dallas Stars      | NHL              | 59  | 22  | 25  | — | 7   | 3178   | 151   | 3  | 2.85 | .902 |
| 2017–18          | Dallas Stars      | NHL              | 37  | 15  | 14  | — | 3   | 1945   | 83    | 1  | 2.56 | .912 |
| SM-liiga celkově | SM-liiga celkově  | SM-liiga celkově | 72  | 39  | 20  | 8 | —   | 4065   | 130   | 9  | 1.92 | —    |
| NHL celkově      | NHL celkově       | NHL celkově      | 649 | 310 | 233 | 0 | 67  | 36,838 | 1,662 | 38 | 2.71 | .912 |

### Statistiky v playoff
| Sezona           | Tým               | Liga             | Z  | V  | P | MIN   | OG | ČK | POG  | %ChS |
| ---------------- | ----------------- | ---------------- | -- | -- | - | ----- | -- | -- | ---- | ---- |
| 2001–02          | Jokerit           | SM-l             | 11 | 8  | 2 | 623   | 18 | 3  | 1.73 | —    |
| 2002–03          | Jokerit           | SM-l             | 10 | 6  | 4 | 626   | 17 | 2  | 1.63 | —    |
| 2003–04          | Chicago Wolves    | AHL              | 10 | 6  | 4 | 663   | 23 | 1  | 2.08 | .942 |
| 2004–05          | Chicago Wolves    | AHL              | 16 | 10 | 6 | 983   | 28 | 2  | 1.71 | .939 |
| 2006–07          | Atlanta Thrashers | NHL              | 2  | 0  | 2 | 118   | 11 | 0  | 5.59 | .849 |
| 2013–14          | Dallas Stars      | NHL              | 6  | 2  | 4 | 346   | 19 | 1  | 3.29 | .885 |
| 2015–16          | Dallas Stars      | NHL              | 11 | 6  | 3 | 555   | 26 | 1  | 2.81 | .899 |
| SM-liiga celkově | SM-liiga celkově  | SM-liiga celkově | 21 | 14 | 6 | 1249  | 35 | 5  | 1.68 | —    |
| NHL celkově      | NHL celkově       | NHL celkově      | 19 | 8  | 9 | 1,019 | 56 | 2  | 3.30 | .887 |

### Statistiky v reprezentaci
| Rok                    | Tým                    | Soutěž                 | Z  | V  | P | R | MIN  | OG | ČK | POG  | %ChS |
| ---------------------- | ---------------------- | ---------------------- | -- | -- | - | - | ---- | -- | -- | ---- | ---- |
| 2000                   | Finsko 18'             | MS 18'                 | 6  | 5  | 0 | 1 | 307  | 9  | 1  | 1,76 | 96,3 |
| 2001                   | Finsko 18'             | MS 18'                 | 4  | 3  | 1 | 0 | 239  | 7  | 2  | 1,76 | 93,5 |
| 2001                   | Finsko 20'             | MSJ                    | 1  | 1  | 0 | 0 | 60   | 2  | 0  | 2,00 | 92,0 |
| 2002                   | Finsko 20'             | MSJ                    | 6  | 4  | 2 | 0 | 360  | 7  | 1  | 1,17 | 94,3 |
| 2003                   | Finsko 20'             | MSJ                    | 6  | 3  | 2 | 1 | 357  | 13 | 2  | 2,41 | 92,6 |
| 2007                   | Finsko                 | MS                     | 6  | 4  | 2 | – | 374  | 12 | 1  | 1,93 | 91,3 |
| Juniorská reprezentace | Juniorská reprezentace | Juniorská reprezentace | 23 | 16 | 5 | 2 | 1323 | 38 | 6  | 1.72 | —    |
| Seniorská reprezentace | Seniorská reprezentace | Seniorská reprezentace | 12 | 7  | 5 | — | 725  | 26 | 2  | 2.15 | 90,9 |